# Talath Dirnen
Talath Dirnen (‘planicie guardada’ en sindarin) es una tierra ficticia descrita en el legendarium del escritor británico J. R. R. Tolkien, que aparece en su novela El Silmarillion.

## Ubicación
Se trata de una gran llanura de Beleriand Occidental. Está situada entre el río Narog al oeste y los ríos Teiglin y Sirion al este, que bañan el bosque de Brethil, que se adentra un tanto en estas tierras. Al norte son las Ered Wethrin su límite y al sur las tierras altas de Nargothrond.

## Historia ficticia
Durante la Primera Edad del Sol fueron unas tierras prácticamente deshabitadas, que sirvieron de frontera al reino de Nargothrond, que finalmente las incorporó a sus dominios.
Haleth, hija de Haldad, quedó al frente de su pueblo, los Haladim y los condujo a estas tierras con grandes penurias y perdidas, por lo que muchos acabaron poblando Talath Dirnen, aunque otros siguieron a su señora hasta los bosques de Brethil.
Tras la Dagor Bragollach (455 P. E.), Talath Dirnen se volvió una tierra insegura, invadida y saqueada por bandas de orcos de Morgoth.
A finales del siglo V de la Primera Edad, cayó muerto Handir Señor de Brethil, en combate con los Orcos que invadieron sus tierras. Los hombres de Brethil fueron derrotados y en el otoño, Morgoth, lanzó sobre el pueblo del Narog las grandes huestes que tanto tiempo había preparado; y Glaurung el Urulóki atravesó Anfauglith y desde allí fue a los valles septentrionales del Sirion e hizo mucho daño. Bajo las sombras de Ered Wethrin contaminó la Eithel Ivrin y desde allí pasó al reino de Nargothrond, y quemó la Talath Dirnen, la Planicie Guardada, entre el Narog y el Teiglin.
Turín hijo de Húrin, se dirigió a Nargothrond donde, bajo el nombre de Mormegil, intentó derrotar a los ejércitos de la sombra, pero fue derrotado por un ejército al mando de Glaurung en la Batalla de Tumhalad, al noroeste de Talath Dirnen, que ya estaba bajo dominio de Morgoth.